# Leiophron deficiens
Leiophron deficiens är en stekelart som först beskrevs av Johannes Friedrich Ruthe 1856.  Leiophron deficiens ingår i släktet Leiophron och familjen bracksteklar. Arten är reproducerande i Sverige. Inga underarter finns listade i Catalogue of Life.